# Daniel Anthony (Schauspieler)

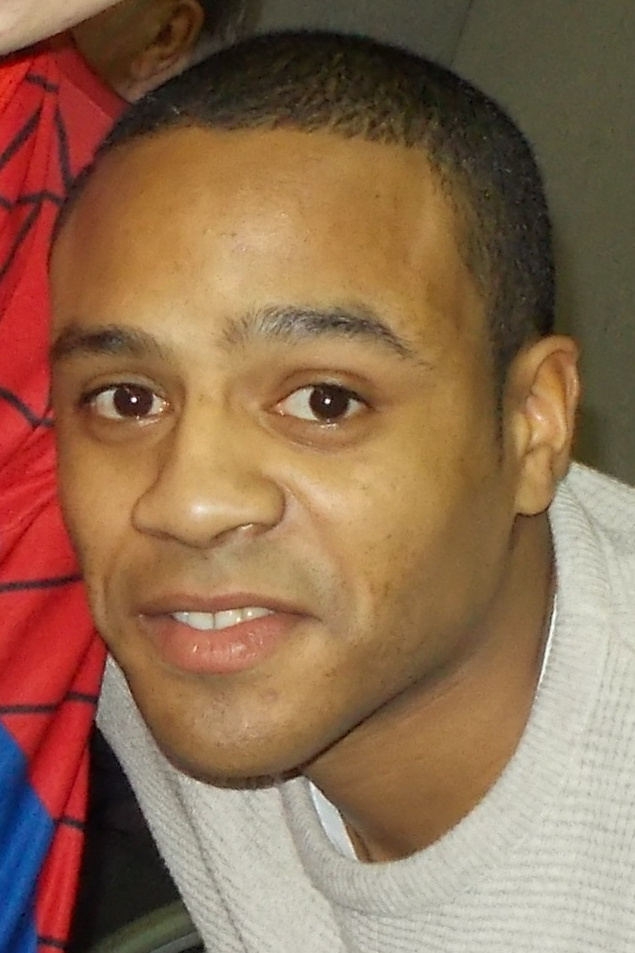
Daniel Anthony, 2016

Daniel Anthony (* 4. Oktober 1987 in England) ist ein britischer Schauspieler.

## Leben
Daniel Anthony startete seine Schauspielkarriere mit einigen Theater- und Musicalauftritten. So spielte er beispielsweise den jungen Simba in der König der Löwen und Nipper im Theaterstück Oliver am Londoner Palladium. Seinen ersten Fernsehauftritt hatte er 2001 in der Fernsehserie Casualty. Es folgten mehrere Auftritte in Filmen und Fernsehserien. Für seine Darstellung des Lex Keavey in Doctors erhielt er 2006 eine Nominierung als bester Newcomer. Von 2007 bis 2011 spielte er die Hauptrolle des Clyde Langer in The Sarah Jane Adventures. Von 2013 bis 2014 war Daniel Anthony erneut in der Fernsehserie Casualty zu sehen. Er spielte die Hauptrolle des Jamie Collier.

## Filmografie
- 2001–2014: Casualty (Fernsehserie, 50 Folgen)
- 2004: EastEnders (Fernsehserie, 4 Folgen)
- 2005: Shockumentary (Kurzfilm)
- 2006: Dream Team (Fernsehserie, 1 Folge)
- 2006: Doctors (Fernsehserie, 11 Folgen)
- 2006: Coming Up (Fernsehserie, 1 Folge)
- 2007: As the Bell Rings (Fernsehserie, 2 Folgen)
- 2007–2011: The Sarah Jane Adventures (Fernsehserie, 52 Folgen)
- 2008: Dis/Connected (Fernsehfilm)
- 2008: A Touch of Frost (Fernsehserie, 1 Folge)
- 2008: Leo (Kurzfilm)
- 2009: Demons (Fernsehserie, 1 Folge)
- 2009: Comic Relief 2009 (Fernsehfilm)
- 2009: Guess with Jess (Fernsehserie)
- 2010: Rules of Love (Fernsehfilm)
- 2010: SJA: Alien Files (Fernsehserie, 1 Folge)
- 2012: Meet the Adebanjos (Fernsehserie, 3 Folgen)
- 2012: 12 Again (Fernsehserie, 1 Folge)
- 2016: Brotherhood
- 2020: Farewell, Sarah Jane (Webcast)